# Kakeru Okumura
Pas d'image ? Cliquez ici

a Compétitions nationales et continentales officielles uniquement.

b Matchs officiels uniquement.
Dernière mise à jour le 1 mai 2025.
Kakeru Okumura (奥村 翔, Okumura Kakeru), né le 10 juin 1998 au Japon, est un joueur japonais de rugby à XV jouant aux postes d'arrière, d'ailier ou demi d'ouverture aux Shizuoka Blue Revs.

## Biographie
En début d'année 2021, Kakeru Okumura rejoint les Yamaha Júbilo, devenu ensuite Shizuoka Blue Revs, en provenance de l'université Teikyō. Il joue premier match durant la saison 2021, contre les Kubota Spears et marque un essai durant cette rencontre.
Dès la saison suivante, il gagne beaucoup de temps de jeu et participe à onze matchs, en étant titularisé à chaque fois et marque 84 points. À la fin de la saison, il est sélectionné avec l'équipe réserve du Japon, les Emerging Blossoms. Il joue un match avec cette équipe, remporté 31 à 12 contre l'équipe réserve des Tonga.
En 2023, il signe au Stade toulousain en tant que joker Coupe du monde afin de pallier les nombreuses absences des joueurs internationaux partis au Mondial,. Il arrive dans le cadre d'un partenariat entre les Shizuoka Blue Revs et le Stade toulousain, qui a notamment permis le prêt de Takeshi Hino durant la Coupe du monde 2019. Il n'arrive toutefois pas à s'imposer dans le club toulousain au cours de cette période et ne joue aucun match en France avant de retourner dans son club japonais.
Malgré un passage raté en France, il joue très régulièrement dans le Championnat japonais et est même sélectionné avec le Japon par Eddie Jones en début d'année 2024,.